# Abellio (firma)
Abellio je mezinárodní dopravní společnost, založená roku 2001 v Severním Porýní-Vestfálsku. Od roku 2008 je odnoží nizozemské státní železniční společnosti Nederlandse Spoorwegen, určenou pro podnikání v zahraničí. Po převzetí nizozemskou firmou nesla do 30. října 2009 název NedRailways, poté byla přejmenována na Abellio. Společnost působí v železniční a autobusové dopravě zejména v Německu a ve Velké Británii, na konci roku 2008 pronikla též do České republiky; v dubnu 2013 však oznámila opuštění českého trhu. Na jaře 2013 oznámila útlum svých aktivit v autobusové dopravě v Německu a Velké Británii a soustředění na železniční dopravu.

## Německo

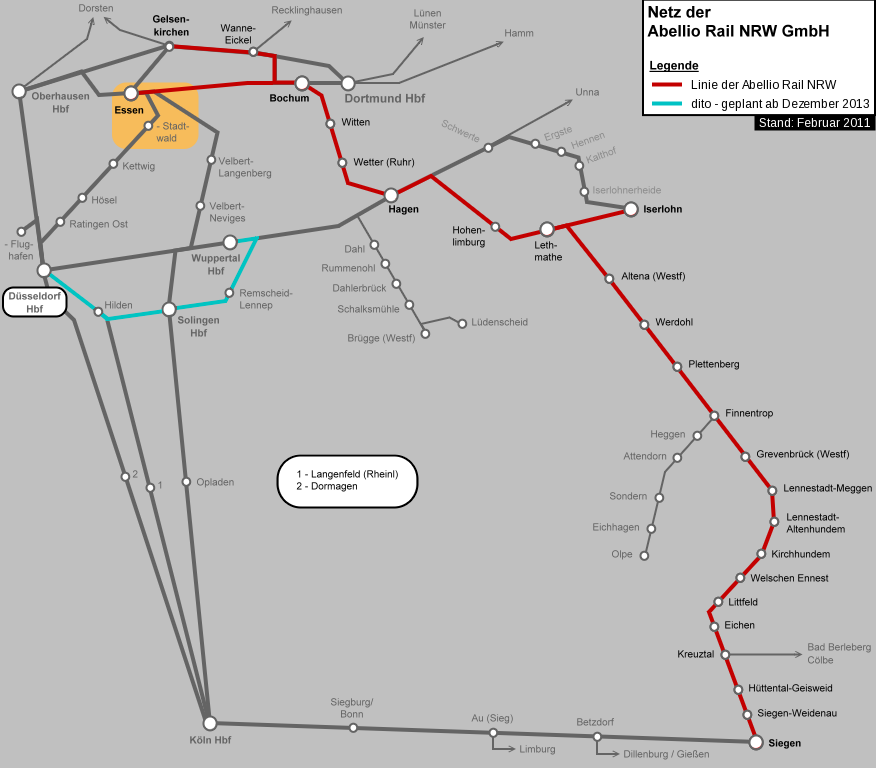
Síť tratí provozovaných společností Abellio Rail NRW – červeně již provozované linky, modře linka provozovaná od prosince 2013.

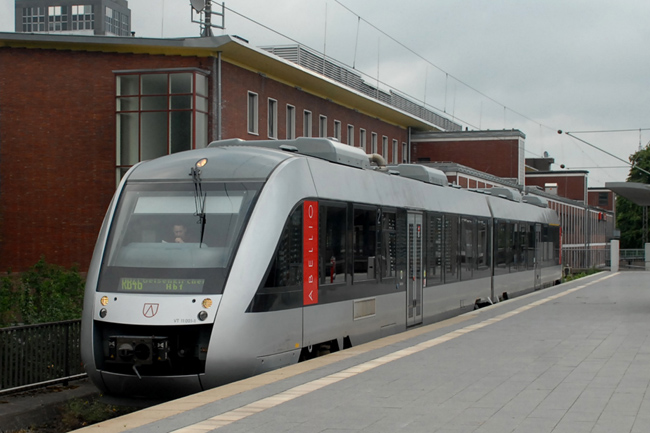
Souprava Alstom LHB Coradia LINT společnosti Abellio Rail NRW

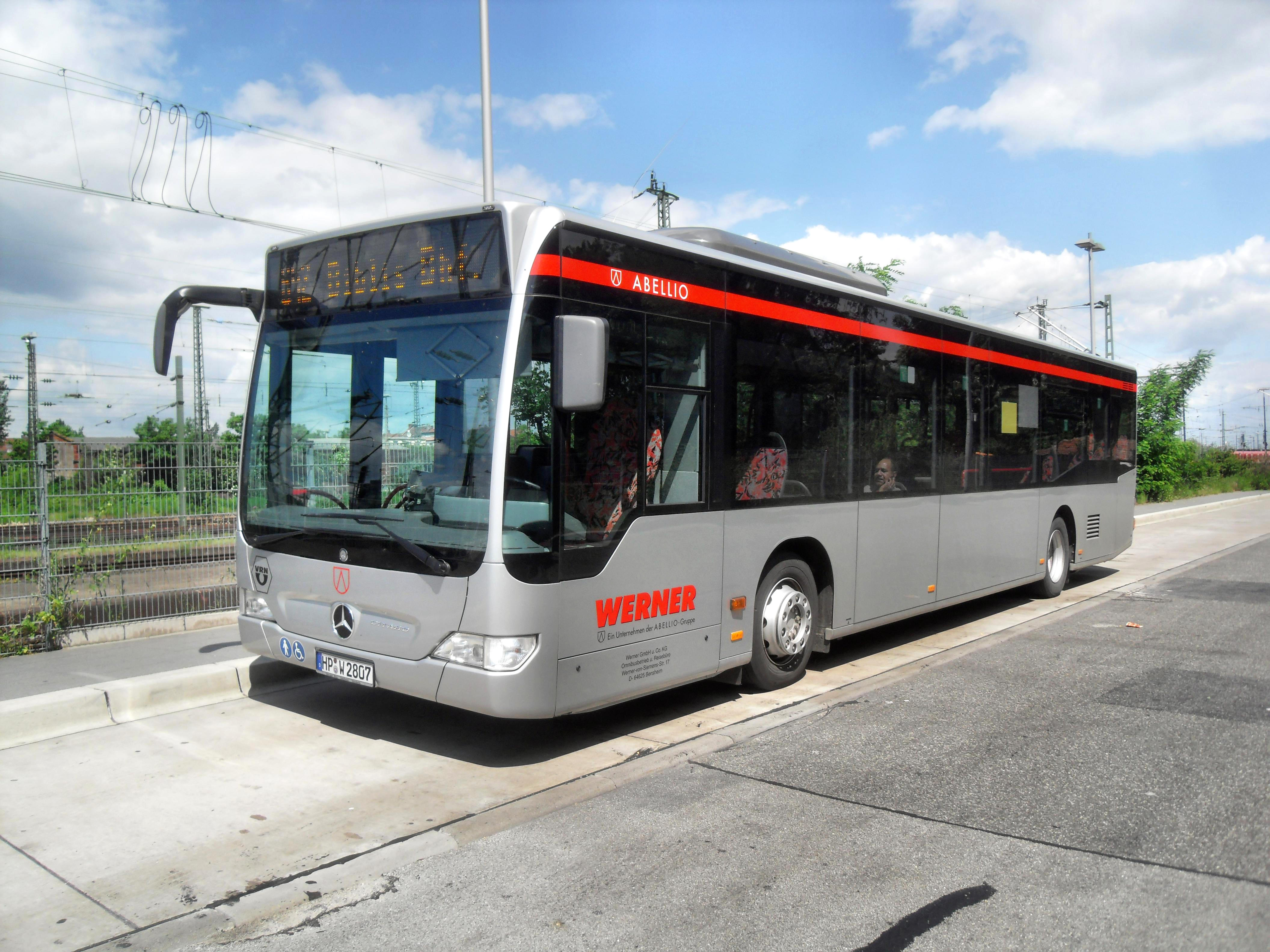
Autobus společnosti Werner GmbH & Co. KG označený logem skupiny Abellio

Předchůdcem německé společnosti Abellio byla společnost EVAG-Betriebsgesellschaft mbH (EVBG), založená roku 2001, v níž byl vyčleněn dopravní podnik EVAG-Fahr- und Werkstattbetrieb. Německá společnost Abellio byla založena roku 2004 essenským městským podnikem Essener Versorgungs- und Verkehrsgesellschaft mbH (EVV), jehož dcerou je také essenský městský dopravní podnik Essener Verkehrs-AG (EVAG). Založení společnosti Abellio umožnilo účast ve spolkových soutěžích na dopravní výkony. Proto společnost EVAG nebyla součástí společnosti Abellio, ale dceřinou společností meoline GmbH společnosti EVV. V roce 2005 byl 75,1 % podíl prodán britské investiční společnosti Star Capital Partners, 12,36 % zůstal EVV a zbylý podíl patřil managementu firmy Abellio.
NedRailways B.V., dceřiná společnost nizozemských státních drah Nederlandse Spoorwegen, oznámila 7. listopadu 2008 spolkovému kartelovému úřadu převzetí všech podílů Essener Abellio GmbH a ten 24. listopadu 2008 převzetí povolil. Abellio od té doby vyhrála v Severním Porýní-Vestfálsku několik soutěží na železniční dopravu a v několika spolkových zemích koupila autobusové dopravce.
V Německu Abellio provozuje několik regionálních železničních inek v Severním Porýní-Vestfálsku a také vlastní několik autobusových společností po celém Německu. Německá společnost Abellio GmbH sídlí v Essenu.
Vlastnická struktura: 
- Abellio Rail GmbH
  - Abellio Rail NRW GmbH, Essen
  - Westfalenbahn GmbH, Bielefeld (25% podíl)
- Abbellio Bus GmbH
  - Kraftverkehrsgesellschaft Dreiländereck mbH (KVG), Zittau, Sasko
  - Euro Traffic Partner GmbH (ETP), Chemnitz, Sasko (25% podíl)
  - Omnibusbetriebe Saalkreis GmbH (OBS), Halle nad Sálou, Sasko-Anhaltsko (34% podíl)
  - meobus Verkehrsgesellschaft, Essen, Severní Porýní-Vestfálsko (49% podíl)
  - Busverkehr Rhein-Sieg BRS GmbH, Leichlingen, Severní Porýní-Vestfálsko (51% podíl)
  - Verkehrsgesellschaft Mittelhessen (VM), Weilburg, Hesensko
  - Werner GmbH & Co. KG, Bensheim, Hesensko
  - Robert Haas GmbH & Co. KG, Bad Endbach-Günterod, Hesensko
- Public Transport Service GmbH (PTS), Essen, Severní Porýní-Vestfálsko (82% podíl)

V dubnu 2013 skupina oznámila, že v rámci restrukturalizace prodává své autobusovové firmy v Německu a soustředí se na železniční dopravu.

## Velká Británie

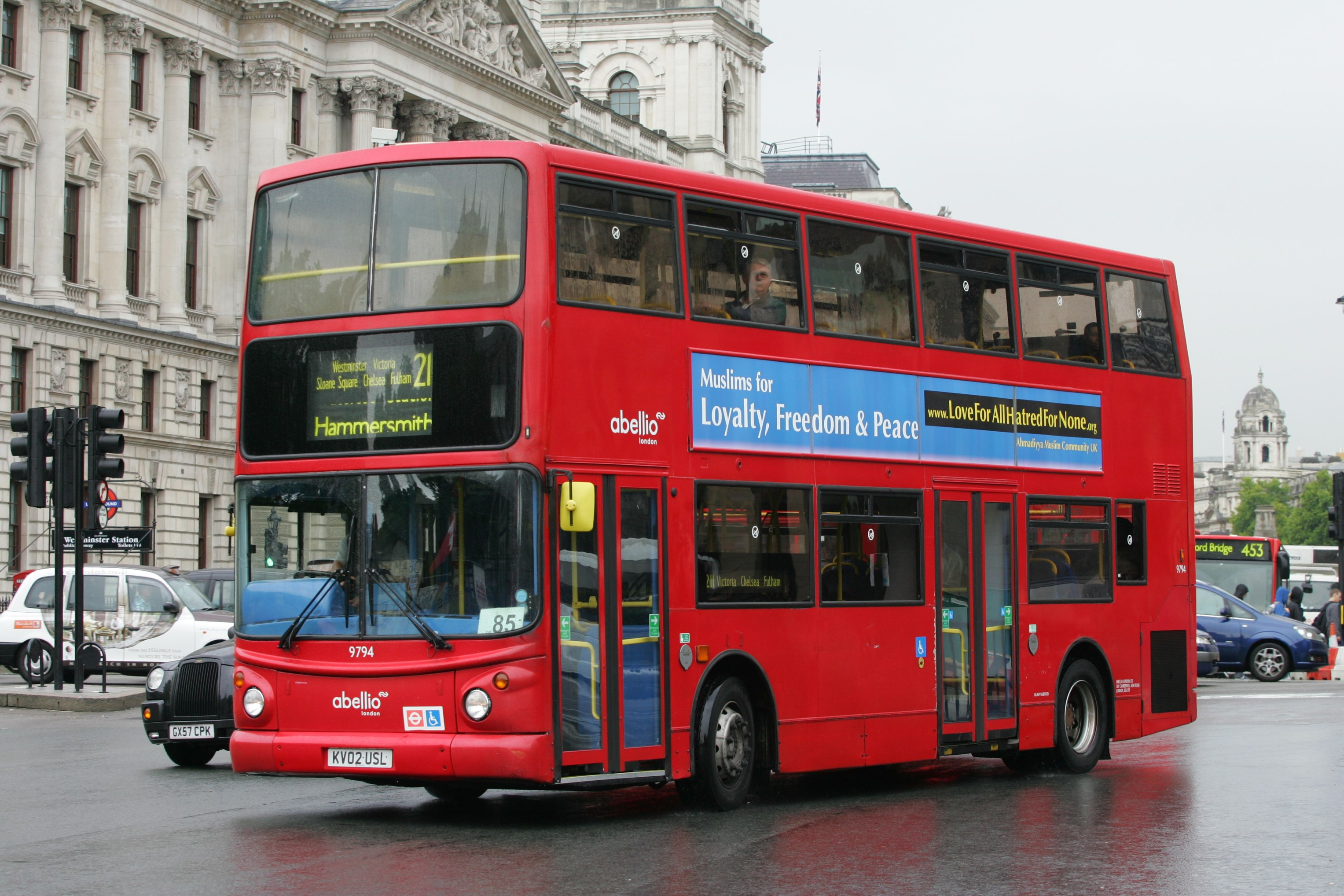
Autobus společnosti Abellio London

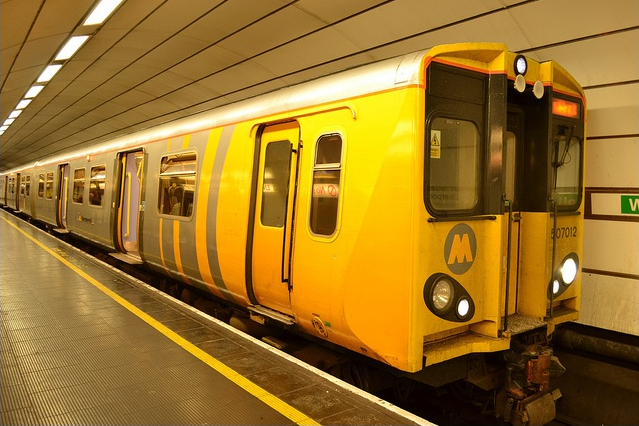
Vlak příměstské sítě Merseyrail

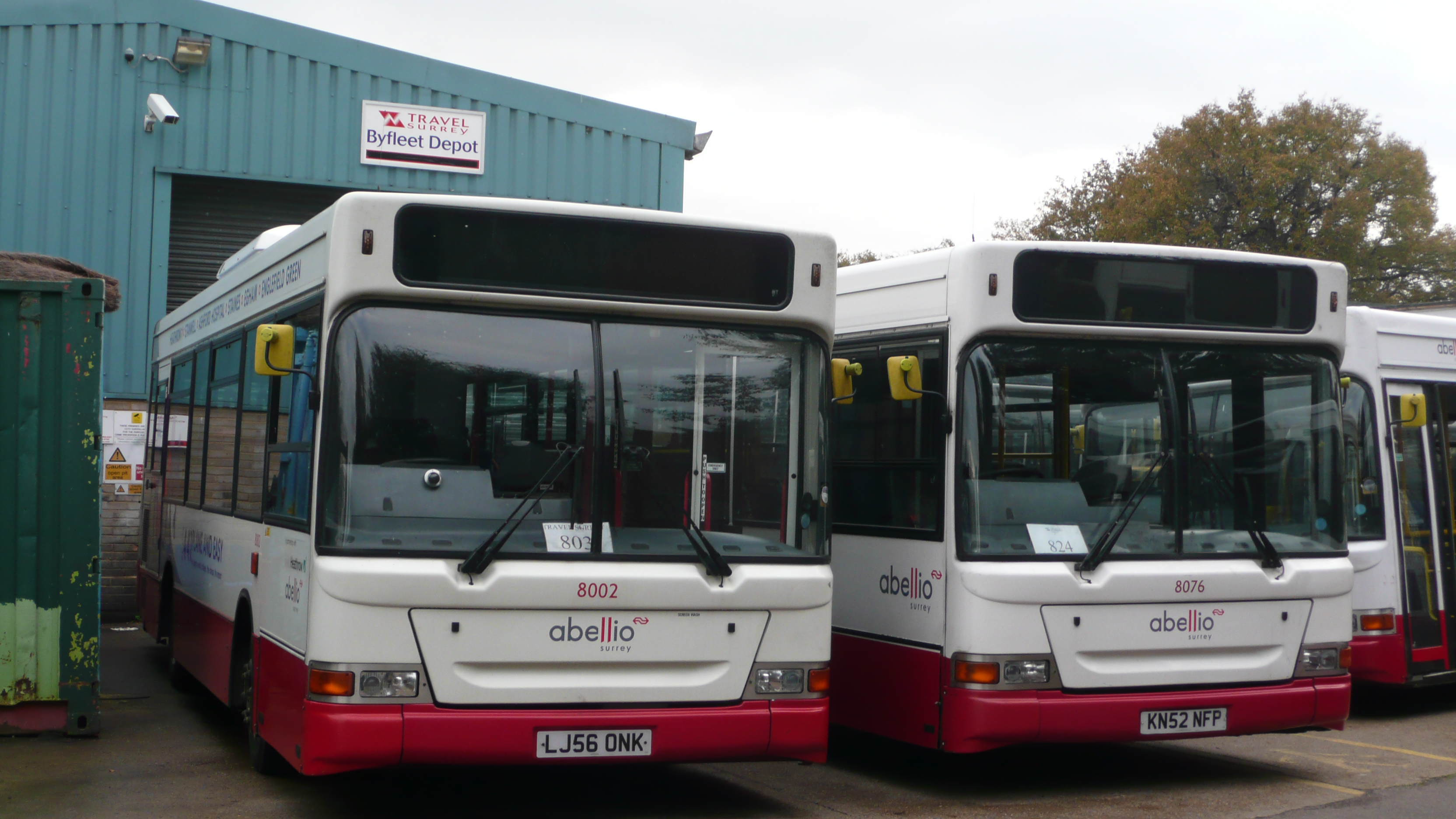
Autobusy společnosti Abellio Surrey

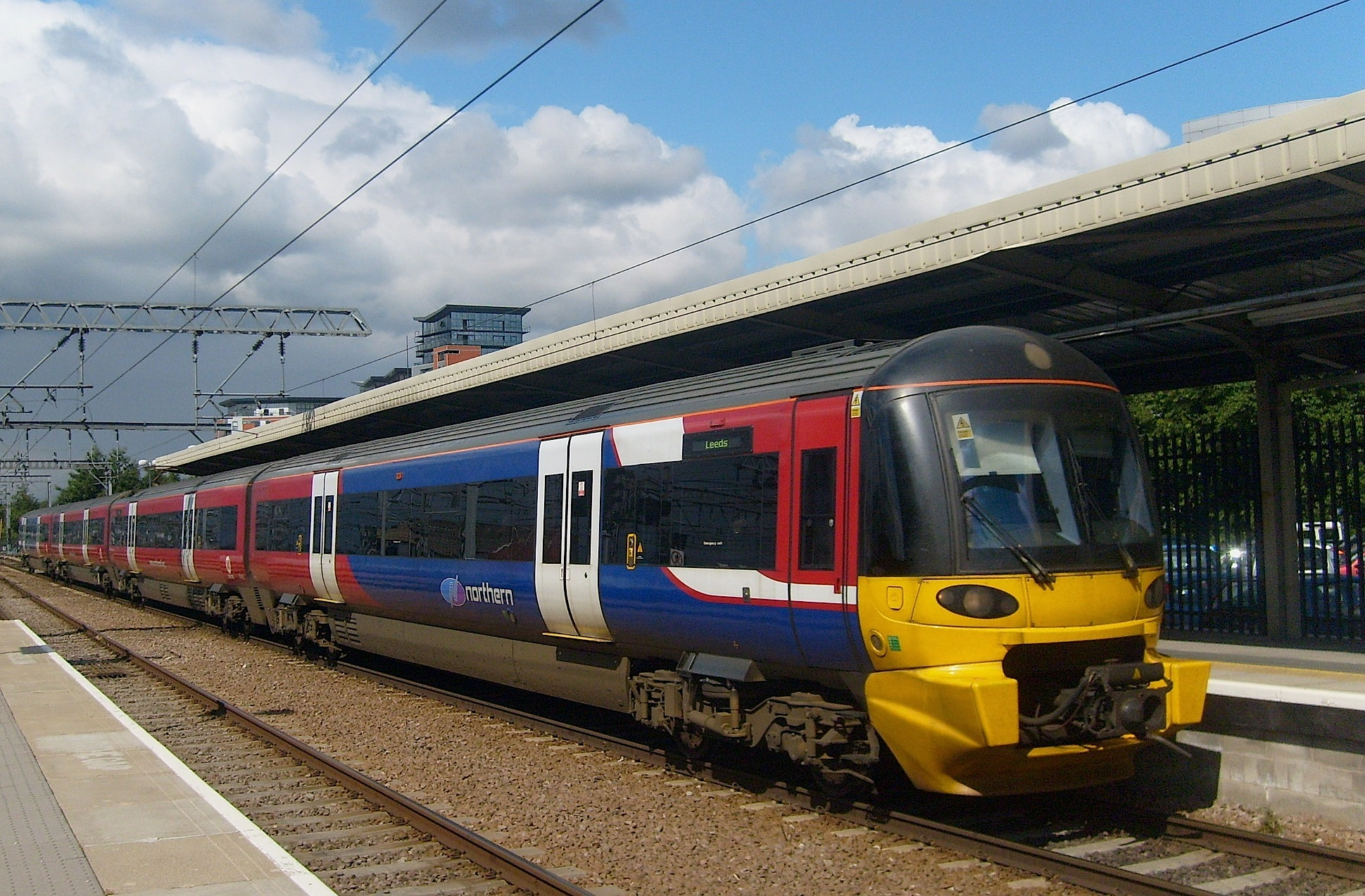
Vlak společnosti Northern Rail

Do britské autobusové dopravy vstoupila skupina v květnu 2009 nákupem autobusových společností Travel London (vzniklé v roce 2004) a Travel Surrey (odštěpené od Travel London) od společnosti National Express včetně vozidel a tras, přičemž převzala i personál. Následně je 30. října 2009 přejmenovala na Abellio London a Abellio Surrey. Obě společnosti působí v Jihovýchodní Anglii a zajišťují též část městské hromadné dopravy v Londýně.
Abellio má, stejně jako společnost Serco, 50% podíl v joint venture Serco-Abellio, která se pokouší získávat franšízy pro provozování železniční dopravy. Od července 2003 provozuje Merseyrail a od prosince 2004 Northern Rail. 
Neúspěšně se Serco-Abellio snažila získat do provozování železniční franšízy Wales & Borders a West Midlands.
Od února 2012 provozuje Abellio prostřednictvím své dceřiné firmy Greater Anglia železniční franšízu Greater Anglia Rail Franchise.
Abellio se dostala do užšího výběru v tendrech na získání franšíz InterCity West Coast, Essex Thameside a Thameslink Southern Great Northern. V partnerství s FirstGroup se neúspěšně snažila získat franšízu South West Trains, sama franšízy London Overground a South Central.

## Česká republika

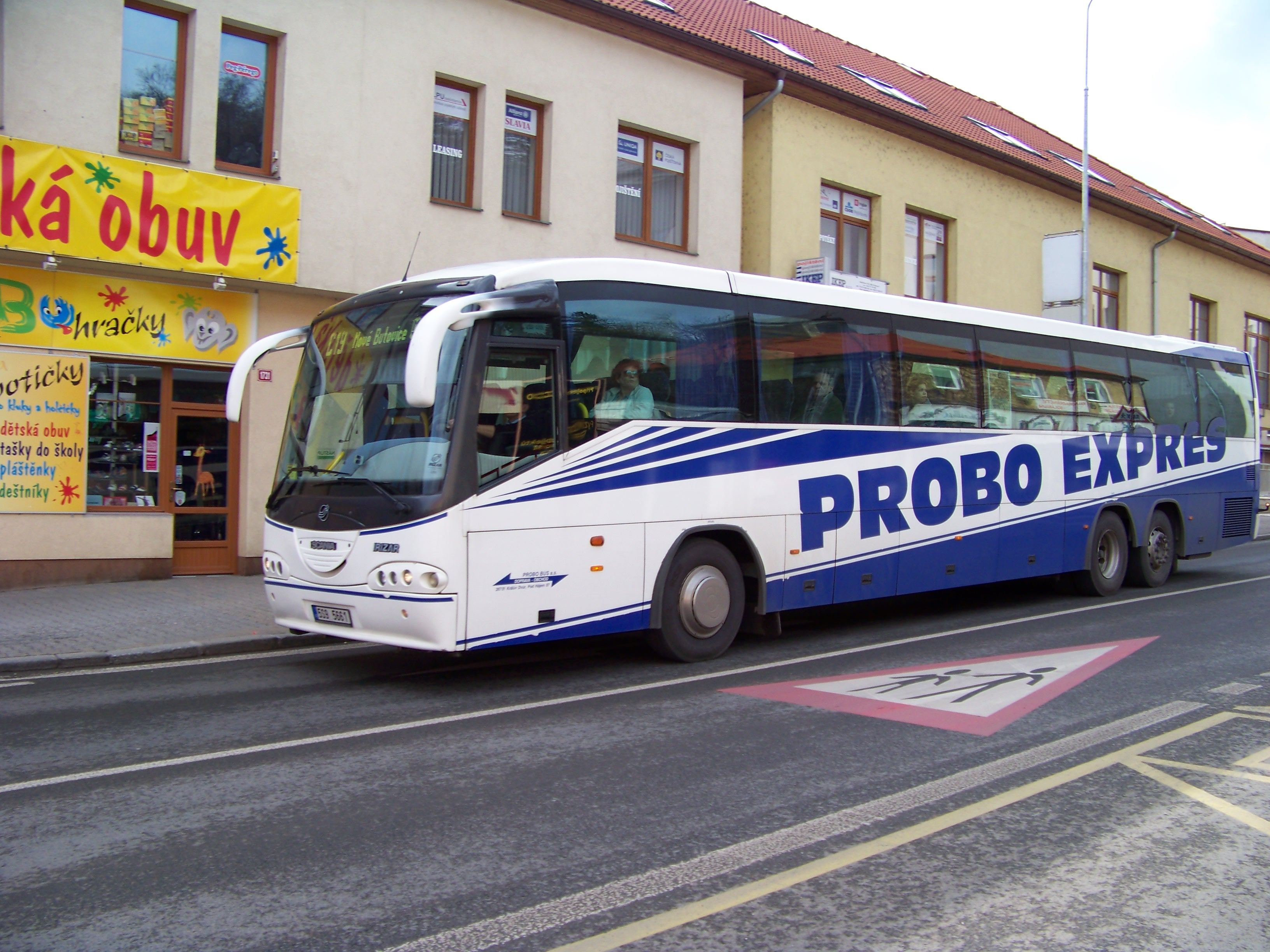
Autobus společnosti PROBO BUS a. s. v Berouně

V České republice koupila Abellio na přelomu let 2008 a 2009 prostřednictvím dceřiné společnosti NedRailways CZ Holding B.V. (od května 2011 Abellio Transport CZ Holding B.V.) berounského autobusového dopravce PROBO BUS. Dopravu provozuje pod původní značkou, webu společnosti PROBO BUS však již dominuje logo Abellio.
Česká pobočka Abellio CZ a.s. je v obchodním rejstříku zapsaná od 13. července 2011, kdy byla na tento název přejmenována dosavadní společnost PROBO REAL a.s. existující od 19. října 2007. Sídlo má v Králově Dvoře v provozovně PROBO BUS. Dne 3. července 2012 byl do obchodního rejstříku připsán předmět činnosti „provozování dráhy a drážní dopravy“. Od února 2009 je jako vlastník zapsána NedRailways CZ Holding B.V., od 16. května 2011 Abellio Transport CZ Holding B.V. V čele společnosti stojí jednočlenné představenstvo, jehož jediný člen za společnost také jedná.
V roce 2011 projevila zájem o výběrové řízení ministerstva dopravy o provozování rychlíkové železniční dopravy na trati Ostrava – Krnov – Olomouc. 17. května 2012 poslala zadavateli rozsáhlou stížnost, podle níž soutěž je vypsána nespravedlivě a zvýhodňuje stávajícího dopravce, České dráhy, zejména proto, že ministerstvo dopravy nezveřejnilo všechny údaje potřebné k sestavení nabídky. Ministerstvo žádnou z námitek neuznalo a 28. května 2012 je zamítlo.
Protože Abellio CZ nepovažovala rozhodnutí ministerstva o námitkách za souladné se zákonem, dne 6. června 2012 podala k Úřadu pro ochranu hospodářské soutěže návrh na přezkoumání úkonů objednatele, ÚOHS však návrhu nevyhověl, respektive řízení zastavil, protože navrhovatel vypočetl výši kauce podle jiného zákona, než podle kterého výběrové řízení běželo, a tedy složil kauci v jiné výši, než v jaké ji ÚOHS požadoval. Navrhovatel odmítl kauci doplatit, protože trval na svém výkladu práva. Z 10 zájemců, kteří si vyzvedli zadání, nakonec podali nabídku jen dva dopravci, Abellio mezi nimi není.
Česká pobočka se v autobusové i železniční dopravě chce účastnit tendrů ve Středočeském kraji, v Praze, Libereckém a Ústeckém kraji a v západních Čechách, na Plzeňsku a Karlovarsku. Ideálem je pro ni provázat silniční a železniční dopravu.
Od 1. dubna 2011 má obchodní rozvoj společnosti Abellio v České republice na starosti člen představenstva společnosti Abellio CZ a.s. Petr Moravec, který do roku 2008 byl generálním ředitelem Veolia Transport ČR a následující dva roky působil v Českých drahách, mimo jiné jako náměstek pro osobní dopravu. Jeho předchůdci ve funkci byli Dr. Friedrich-Wilhelm Rademacher a Karl-Ulrich Clausen, oba z Německa.
V dubnu 2013 Petr Moravec oznámil, že skupina Abellio opouští Českou republiku a dceřiné společnosti Abellio CZ, Probo Bus a PT Real nabízí k prodeji, který by se měl uskutečnit zhruba do 9 měsíců. Součástí restrukturalizace je i prodej autobusových firem v Německu a soustředění na železniční dopravu.
Dne 25. října 2013 obdržel Úřad pro ochranu hospodářské soutěže návrh společnosti DB Czech Holding s.r.o. vlastněná německou společností DB Mobility Logistics AG ze skupiny Deutsche Bahn na spojení soutěžitelů formou výlučného ovládnutí společnosti Abellio CZ a.s. včetně dceřiných společností PT REAL, spol. s r.o. a PROBO BUS a.s., zejména v oblasti autobusové dopravy.
Bezprostředně po vydání souhlasu ÚOHS noví vlastníci odvolali z představenstva Abellio CZ i Probo bus Petra Moravce a z představenstva Abellio CZ Martina Kupku a nahradili je prokuristy společnosti ARRIVA holding Česká republika s.r.o. Ivanem Procházkou a Milanem Zapletalem. Zároveň se výkonným ředitelem skupiny Arriva pro region střední a východní Evropy stal Radim Novák, do roku 2012 generální ředitel Veolia Transport Česká republika. K 9. prosinci 2013 byla Abellio CZ a.s. přejmenována na Arriva Services a.s.